# Sacramento Kings 2008-2009
La stagione 2008-09 dei Sacramento Kings fu la 60ª nella NBA per la franchigia.
I Sacramento Kings arrivarono quinti nella Pacific Division della Western Conference con un record di 17-65, non qualificandosi per i play-off.

## Roster
| N° | Naz.                       | Ruolo | Sportivo         | Anno | Alt. | Peso |
| -- | -------------------------- | ----- | ---------------- | ---- | ---- | ---- |
| 3  | Stati Uniti (bandiera)     | A     | Ike Diogu        | 1983 | 203  | 113  |
| 5  | Stati Uniti (bandiera)     | G     | Bobby Brown      | 1984 | 188  | 79   |
| 8  | Stati Uniti (bandiera)     | G     | Quincy Douby     | 1984 | 191  | 79   |
| 9  | Stati Uniti (bandiera)     | A     | Kenny Thomas     | 1977 | 201  | 118  |
| 11 | Stati Uniti (bandiera)     | G     | Rashad McCants   | 1984 | 193  | 94   |
| 15 | Stati Uniti (bandiera)     | G     | John Salmons     | 1979 | 201  | 95   |
| 15 | Stati Uniti (bandiera)     | A     | Cedric Simmons   | 1986 | 206  | 107  |
| 17 | Stati Uniti (bandiera)     | G     | Will Solomon     | 1978 | 185  | 84   |
| 19 | Slovenia (bandiera)        | G     | Beno Udrih       | 1982 | 191  | 93   |
| 20 | Stati Uniti (bandiera)     | A     | Donté Greene     | 1988 | 211  | 103  |
| 22 | Stati Uniti (bandiera)     | A     | Shelden Williams | 1983 | 206  | 113  |
| 23 | Stati Uniti (bandiera)     | G     | Kevin Martin     | 1983 | 201  | 84   |
| 24 | Stati Uniti (bandiera)     | G     | Bobby Jackson    | 1973 | 185  | 84   |
| 25 | Argentina (bandiera)       | A     | Andrés Nocioni   | 1979 | 201  | 102  |
| 31 | Stati Uniti (bandiera)     | C     | Spencer Hawes    | 1988 | 213  | 111  |
| 32 | Rep. Dominicana (bandiera) | GA    | Francisco García | 1981 | 201  | 88   |
| 33 | Stati Uniti (bandiera)     | C     | Mikki Moore      | 1975 | 211  | 102  |
| 34 | Stati Uniti (bandiera)     | A     | Jason Thompson   | 1986 | 211  | 113  |
| 52 | Stati Uniti (bandiera)     | C     | Calvin Booth     | 1976 | 211  | 104  |
| 52 | Stati Uniti (bandiera)     | C     | Brad Miller      | 1976 | 211  | 111  |
| 90 | Stati Uniti (bandiera)     | A     | Drew Gooden      | 1981 | 208  | 104  |

## Staff tecnico
- Allenatori: Reggie Theus (6-18) (fino al 15 dicembre)[1], Kenny Natt (11-47)
- Vice-allenatori: Shareef Abdur-Rahim, Randy Brown, Jason Hamm, Rex Kalamian, Kenny Natt (fino al 15 dicembre), Chuck Person (fino al 15 dicembre)
- Vice-allenatore/scout: Bubba Burrage